# Дебра Месинг
Дебра Лин Месинг (на английски: Debra Lynn Messing) е американска актриса.

## Биография
Родена е на 15 август 1968 г. Дъщеря е на Сандлър, която е професионална певица, пътуващ агент, и Брайън Месинг, който е бижутер. Семейството на Месинг са еврейски имигранти от Русия и Полша.
Завършва Нюйоркския университет през 1990 г. Омъжва се за сценариста Даниъл Зелман през 2000 г., но се развеждат през 2016 г. Синът ѝ Роман Уелкър е роден на 4 април 2004 г.
Най-известната ѝ роля е на Грейс Адлър от ситкома „Уил и Грейс“.

## Филмография

### Пълнометражни филми
- 2017 – „Търсенето“ (The Search) – Детектив Роузмери Вик
- 2014 – Like Sunday, Like Rain – Барбара
- 2008 – Nothing Like the Holidays – Сара Родригез
- 2008 – „Жените“ (The Women) – Ийди Коън
- 2007 – „Щастливецът“ (Lucky You) – Сюзан Офър
- 2007 – Purple Violets – Кейт Скот
- 2006 – „Ловен сезон“ (Open Season) (глас) – Бет
- 2005 – „Мъж под наем“ (The Wedding Date) – Кат Елис
- 2004 – „Гарфилд“ (Garfield) (глас) – Арлийн
- 2004 – „Завръщането на Поли“ (Along Came Polly) —
- 2003 – Marion’s Triumph (докуемнтален филм, глас) – Диктор
- 2002 – Холивудски финал – Лори
- 2002 – Mothman Prophecies – Мери Клайн
- 1999 – „Исус“ (Jesus) – Мария Магдалена
- 1997 – McHale’s Navy – Лейтенант Сабрина Карпентър
- 1995 – „Любов в облаците“ (A Walk in the Clouds) – Бети Сътън

### Телевизионни сериали
- 2014 – 2016 – „Загадките на Лора“ (The Mysteries of Laura) – Лора Даймънд
- 2008 – „Живот след развод“ (The Starter Wife) – Моли Кейгън
- 2007 – „Живот след развод“ (The Starter Wife, минисериал) – Моли Кейгън
- 2002 – King of the Hill (глас) – Г-жа Хилгрен-Бронсън
- 1998 – 2006, 2017- – „Уил и Грейс“ (Will & Grace) – Грейс Адлър
- 1998 – Prey – Д-р Слоун Паркър
- 1996 – 1997 – „Сайнфелд“ (Seinfeld) – Бет
- 1995 – 1997 – „Нед и Стейси“ (Ned and Stacey) – Стейси Колбърт
- 1994 – 1995 – „Полицейско управление Ню Йорк“ (NYPD Blue) – Дейна Абандадо